# Ipercussonici
Gli Ipercussonici sono un gruppo musicale italiano formatosi a Catania nel 2002. La loro musica, cantata in siciliano, cerca di combinare musica popolare, trance, reggae e rock.
La formazione è composta da Alice Ferrara (canto e percussioni), Carlo Condarelli (dunun, jembe, balafon, canto), Luca Recupero (marranzano, tamburi a cornice, m'bira, elettronica, canto), Marcello Ballardini (didjeridoo) e Michele Musarra (basso elettrico).

## Storia del gruppo
Il gruppo nasce a Catania nel 2002, dall'incontro di musicisti anche influenzati da esperienze in Africa e Oceania. Dal 2005, data di uscita del primo EP autoprodotto, Liotro, la band effettua frequenti tour in Italia e all'estero, partecipando a numerosi festival in Olanda, Francia, Giappone, Germania, Inghilterra, Tunisia, Ungheria, Portogallo. Nel 2008 viene pubblicato per Finisterre il loro cd Tutti Pari, che viene presentato in diretta su Rai Radio 3, entrando poi per più di un mese nella playlist della trasmissione radiofonica Caterpillar su Rai Radio2.
In Inghilterra partecipano al festival WOMAD di Peter Gabriel (a Charlton Park, Wiltshire).
Nel 2011, il singolo Mururoa viene usato da Greenpeace per contribuire alla campagna referendaria contro il ritorno dell'energia nucleare in Italia.
Nel 2012, per il ventesimo anniversario della strage di Capaci, rielaborano un brano di Rosa Balistreri, Quannu moru faciti ca nun moru, brano dedicato alla lotta alla mafia.
Il 28 maggio 2013 esce il loro terzo disco, Carapace.

## Stile
Gli Ipercussonici, pur presentando chiare radici nella tradizione folk siciliana, fondono generi e culture musicali anche molto distanti tra loro, concettualmente e geograficamente, tra ritmi, strumenti e sonorità provenienti da svariate culture tradizionali, filtrate attraverso influenze metropolitane come blues, rock, reggae, drum and bass ed elettronica. La strumentazione prevede l'elettrificazione del marranzano, percussioni della poliritmia westafricana, il didjeridoo degli aborigeni australiani.

## Formazione
- Alice Ferrara - voce principale, percussioni
- Carlo Condarelli - jembe, tamburi bassi, balafon, voce
- Luca Recupero - marranzani, tamburelli, live electronics, voce
- Marcello Ballardini - didjeridoo
- Michele Musarra - fonico, basso elettrico

## Discografia

### EP
- 2005 - Liotro (autoprodotto)

### Album
- 2008 - Tutti pari (Finisterre)
- 2013 - Carapace (Viceversa Records/Audioglobe)

## Video ufficiali
- 2011 - Mururoa – regia di Luca Vullo, produzione Ondemotive
- 2012 - Quannu Moru, Faciti ca Nun Moru – regia di Filippo Arlotta, produzione Faeria
- 2013 - Universo – regia di Filippo Arlotta, produzione Viceversa Records